# پوند توسکانی
پوند توسکانی (به انگلیسی: Tuscan pound) (به زبان بومی: lira) یکای پول رایج در دوک‌نشین بزرگ توسکانی و پادشاهی اتروریا بود.